# Luis Reichl
Luis Reichl (* 16. Dezember 1980 in Triesenberg) ist ein ehemaliger Liechtensteiner Naturbahnrodler. Er startete vier Jahre lang im Weltcup und nahm an zwei Weltmeisterschaften teil.

## Karriere
Luis Reichl, der im Rodelclub Triesenberg von seinem Vater Alois Reichl trainiert wurde, nahm ab 1995 an internationalen Juniorenmeisterschaften teil, bei denen er zumeist Platzierungen im hinteren Mittelfeld erzielte. Seine besten Ergebnisse waren zwei 18. Plätze bei der Juniorenweltmeisterschaft 1999 in Hüttau und der Junioreneuropameisterschaft 2000 in Hüttau. Im Weltcup fuhr Reichl seine ersten Rennen in der Saison 1996/1997. Mit insgesamt 18 Weltcuppunkten erzielte er in seiner ersten Weltcupsaison den 34. Platz in der Gesamtwertung. Zu Beginn des nächsten Winters erreichte er mit dem 16. Platz in Sölden erstmals ein Top-20-Ergebnis. In der Saison 1998/1999 gelang es ihm mit Platzierungen zwischen Rang 17 und 19 in allen sechs Weltcuprennen unter die schnellsten 20 zu fahren, womit er im Gesamtweltcup den 15. Platz erreichte. Solche Resultate erzielte er auch in der zweiten Hälfte der Saison 1999/2000, doch aufgrund etwas schlechterer Leistungen in der ersten Saisonhälfte fiel er in seiner letzten Weltcupsaison auf den 20. Platz in der Gesamtwertung zurück.
Zweimal nahm Reichl an Weltmeisterschaften teil: 1998 belegte er in Rautavaara als 31. nur eine Platzierung im Schlussfeld, doch im Jahr 2000 erreichte er in Olang in einem grossen Teilnehmerfeld von 63 Startern den relativ guten 26. Platz. Nach der Saison 1999/2000 beendete er seine Karriere.

## Erfolge

### Weltmeisterschaften
- Rautavaara 1998: 31. Einsitzer
- Olang 2000: 26. Einsitzer

### Juniorenweltmeisterschaften
- Aosta 1997: 20. Einsitzer
- Hüttau 1999: 18. Einsitzer

### Junioreneuropameisterschaften
- Fénis 1995: 25. Einsitzer
- Szczyrk 1996: 28. Einsitzer
- Umhausen 2000: 18. Einsitzer

### Weltcup
- 15. Platz im Gesamtweltcup der Saison 1998/1999
- 12 Top-20-Platzierungen in Weltcuprennen